# 2016-os Toyota Grand Prix of Long Beach
A 2016-os Toyota Grand Prix of Long Beach volt a 2016-os IndyCar Series szezon harmadik futama. A versenyt április 17-én rendezték meg a Kaliforniában található Long Beach utcáin. A versenyt az NBCSN közvetítette.

## Nevezési lista
| Csapat                         | Első versenyző | Első versenyző     | Második versenyző | Második versenyző | Harmadik versenyző | Harmadik versenyző | Negyedik versenyző | Negyedik versenyző |
| ------------------------------ | -------------- | ------------------ | ----------------- | ----------------- | ------------------ | ------------------ | ------------------ | ------------------ |
| Team Penske                    | 2              | Juan Pablo Montoya | 3                 | Hélio Castroneves | 12                 | Will Power         | 22                 | Simon Pagenaud     |
| Schmidt Peterson Motorsports   | 5              | James Hinchcliffe  | 7                 | Mihail Aljosin    |                    |                    |                    |                    |
| Chip Ganassi Racing Teams      | 8              | Max Chilton        | 9                 | Scott Dixon       | 10                 | Tony Kanaan        | 83                 | Charlie Kimball    |
| KVSH Racing                    | 11             | Sébastien Bourdais |                   |                   |                    |                    |                    |                    |
| A.J. Foyt Enterprises          | 14             | Szató Takuma       | 41                | Jack Hawksworth   |                    |                    |                    |                    |
| Rahal Letterman Lanigen Racing | 15             | Graham Rahal       |                   |                   |                    |                    |                    |                    |
| Dale Coyne Racing              | 18             | Conor Daly         | 19                | Luca Filippi      |                    |                    |                    |                    |
| Ed Carpenter Racing            | 21             | Josef Newgarden    |                   |                   |                    |                    |                    |                    |
| Andretti Autosport             | 26             | Carlos Muñoz       | 27                | Marco Andretti    | 28                 | Ryan Hunter-Reay   |                    |                    |
| Andretti Herta Autosport       | 98             | Alexander Rossi    |                   |                   |                    |                    |                    |                    |

## Időmérő
Az időmérőt április 16-án, délután tartották. A pole-pozíciót ismét Hélio Castroneves szerezte meg, akinek ez volt a 47. pole-ja. Mögötte Scott Dixon és Simon Pagenaud, Tony Kanaan és Juan Pablo Montoya végeztek. Will Power két leggyorsabb körét törölték, mivel miatta kellett piros zászlóval megszakítani az edzést.
| Helyezés              | #  | Versenyző          | Csapat                          | Első csoport | Második csoport | Top 12    | Fast 6     |
| --------------------- | -- | ------------------ | ------------------------------- | ------------ | --------------- | --------- | ---------- |
| 1.                    | 3  | Hélio Castroneves  | Team Penske                     |              | 1:07,4449       | 1:07,0645 | 1:07,1246  |
| 2.                    | 9  | Scott Dixon        | Chip Ganassi Racing             | 1:07,5019    |                 | 1:06,6459 | 1:07,4455  |
| 3.                    | 22 | Simon Pagenaud     | Team Penske                     | 1:07,6822    |                 | 1:07,0578 | 1:07,7410  |
| 4.                    | 10 | Tony Kanaan        | Chip Ganassi Racing             |              | 1:07,5998       | 1:07,0624 | 1:07,7951  |
| 5.                    | 2  | Juan Pablo Montoya | Team Penske                     | 1:07,5156    |                 | 1:06,9409 | 1:07,9054  |
| 6.                    | 12 | Will Power         | Team Penske                     |              | 1:06,9712       | 1:06,8659 | Idő nélkül |
| 7.                    | 5  | James Hinchcliffe  | Schmidt Peterson Motorsports    | 1:07,6425    |                 | 1:07,1415 |            |
| 8.                    | 14 | Szató Takuma       | A.J. Foyt Enterprises           | 1:07,7038    |                 | 1:07,2299 |            |
| 9.                    | 21 | Josef Newgarden    | Ed Carpenter Racing             |              | 1:07,4794       | 1:07,2548 |            |
| 10.                   | 26 | Carlos Muñoz       | Andretti Autosport              |              | 1:07,3962       | 1:07,2663 |            |
| 11.                   | 28 | Ryan Hunter-Reay   | Andretti Autosport              | 1:07,7111    |                 | 1:07,3171 |            |
| 12.                   | 19 | Luca Filippi       | Dale Coyne Racing               |              |                 | 1:07,9660 |            |
| 13.                   | 18 | Conor Daly         | Dale Coyne Racing               | 1:07,7520    |                 |           |            |
| 14.                   | 11 | Sébastien Bourdais | KVSH Racing                     |              | 1:07,4843       |           |            |
| 15.                   | 83 | Charlie Kimball    | Chip Ganassi Racing             | 1:07,8065    |                 |           |            |
| 16.                   | 98 | Alexander Rossi    | Andretti Herta Autosport        |              | 1:07,6872       |           |            |
| 17.                   | 15 | Graham Rahal       | Rahal Letterman Lannigan Racing | 1:07,8841    |                 |           |            |
| 18.                   | 7  | Mihail Aljosin     | Schmidt Peterson Motorsport     |              | 1:07,8513       |           |            |
| 19.                   | 8  | Max Chilton        | Chip Ganassi Racing             | 1:08,3843    |                 |           |            |
| 20.                   | 41 | Jack Hawksworth    | A.J. Foyt Enterprises           |              | 1:07,9929       |           |            |
| 21.                   | 27 | Marco Andretti     | Andretti Autosport              |              | 1:08,2045       |           |            |
| HIVATALOS VÉGEREDMÉNY |    |                    |                                 |              |                 |           |            |

## Rajtfelállás
| Rajtsor | Belső ív | Belső ív           | Külső ív | Külső ív           |
| ------- | -------- | ------------------ | -------- | ------------------ |
| 1.      | 3        | Hélio Castroneves  | 9        | Scott Dixon        |
| 2.      | 22       | Simon Pagenaud     | 10       | Tony Kanaan        |
| 3.      | 2        | Juan Pablo Montoya | 12       | Will Power         |
| 4.      | 5        | James Hinchcliffe  | 14       | Szató Takuma       |
| 5.      | 21       | Josef Newgarden    | 26       | Carlos Muñoz       |
| 6.      | 28       | Ryan Hunter-Reay   | 19       | Luca Filippi       |
| 7.      | 18       | Conor Daly         | 11       | Sébastien Bourdais |
| 8.      | 83       | Charlie Kimball    | 98       | Alexander Rossi    |
| 9.      | 15       | Graham Rahal       | 7        | Mihail Aljosin     |
| 10.     | 8        | Max Chilton        | 41       | Jack Hawksworth    |
| 11.     | 27       | Marco Andretti     |          |                    |

## Verseny
A versenyt április 17-én, délután tartották. A rajt problémamentesen zajlott le, Castroneves megőrizte első helyét, a másodikra pedig csapattársa, Simon Pagenaud érkezett maga mögé utasítva Scott Dixont. Marco Andretti az utolsó rajthelyről rajtolva már nagyobb hátrányba került, de Kimballnak sem sikerült jó rajtot vennie. A Chip Ganassi Racing pilótája stratégiát váltott, így hamar a boxba jött friss lágy gumikért. Taktikája kifizetődő volt, hiszen mikor az előtte autózók kiálltak, vezette a versenyt.
Castroneves az első 51 körből 47-t vezetett mielőtt kiállt volna a második boxkiállásához. Dixon egy körrel később, Pagenaud pedig a tiszta pályát kihasználva csak két körrel később érkezett. Pagenaud azonban a pályára visszatérve 4 kerékkel átlépte a sárga vonalat, melyet csupán csak a baloldali kerekeivel tehetett volna meg. A versenybírák csak figyelmeztetésben részesítették a franciát, a Ganassisok hatalmas felháborodását kiváltva. Pagenaud és Dixon centikre egymástól haladva küzdöttek a győzelemért, Castroneves pedig csak a harmadik helyen haladt.
A verseny végére Szató szolgáltathatta volna az izgalmakat, hiszen 7 felhasználatlan Push to Pass (előzést megkönnyítő plusz energia) lehetősége maradt. A japán meg is előzte Will Powert és Tony Kanaant, de Montoyával már nem tudott mit tenni. Az utolsó körre Dixon ismét megközelítette riválisát, majd miután az utolsó kanyarban utolérték a lekörözendő versenyzőket, Dixon előzési pozícióba került, de már nem tudott mit tenni, 3 tizeddel e Team Penske-s mögött végzett.
Pagenaud ötödik sikerét érte el sorozatban, és az elsőt a Team Penske tagjaként. Mögötte Dixon, Castroneves, Montoya, Szató és Kanaan végeztek. A versenyen egyszer sem kellett meglengetni a sárga zászlót, így ennek köszönhetően ez volt a legrövidebb Long Beach-i verseny az IndyCar történelmében.
| Helyezés              | #  | Versenyző          | Csapat                          | Futott kör | Idő/Kiesés oka | Rajthely | Élen töltött körök száma | Pont |
| --------------------- | -- | ------------------ | ------------------------------- | ---------- | -------------- | -------- | ------------------------ | ---- |
| 1.                    | 22 | Simon Pagenaud     | Team Penske                     | 80         | 1:33:54,4835   | 3        | 28                       | 51   |
| 2.                    | 9  | Scott Dixon        | Chip Ganassi Racing             | 80         | +0,3032        | 2        | 2                        | 41   |
| 3.                    | 3  | Hélio Castroneves  | Team Penske                     | 80         | +10,8376       | 1        | 47                       | 39   |
| 4.                    | 2  | Juan Pablo Montoya | Team Penske                     | 80         | +12,2162       | 5        | –                        | 32   |
| 5.                    | 14 | Szató Takuma       | A.J. Foyt Enterprises           | 80         | +12,2918       | 8        | –                        | 30   |
| 6.                    | 10 | Tony Kanaan        | Chip Ganassi Racing             | 80         | +17,6267       | 4        | –                        | 28   |
| 7.                    | 12 | Will Power         | Team Penske                     | 80         | +18,7449       | 6        | –                        | 26   |
| 8.                    | 5  | James Hinchcliffe  | Schmidt Peterson Motorsports    | 80         | +19,0362       | 7        | –                        | 24   |
| 9.                    | 11 | Sébastien Bourdais | KVSH Racing                     | 80         | +22,9147       | 14       | –                        | 22   |
| 10.                   | 21 | Josef Newgarden    | Ed Carpenter Racing             | 80         | +23,6654       | 9        | –                        | 20   |
| 11.                   | 83 | Charlie Kimball    | Chip Ganassi Racing             | 80         | +24,2179       | 15       | 3                        | 20   |
| 12.                   | 26 | Carlos Muñoz       | Andretti Autosport              | 80         | +40,1250       | 10       | –                        | 18   |
| 13.                   | 18 | Conor Daly         | Dale Coyne Racing               | 80         | +47,1809       | 13       | –                        | 17   |
| 14.                   | 8  | Max Chilton        | Chip Ganassi Racing             | 80         | +53,9106       | 19       | –                        | 16   |
| 15.                   | 15 | Graham Rahal       | Rahal Letterman Lannigan Racing | 80         | +56,9082       | 17       | –                        | 15   |
| 16.                   | 7  | Mihail Aljosin     | Schmidt Peterson Motorsports    | 80         | +1:01,2966     | 18       | –                        | 14   |
| 17.                   | 19 | Luca Filippi       | Dale Coyne Racing               | 80         | +1:08,0543     | 12       | –                        | 13   |
| 18.                   | 28 | Ryan Hunter-Reay   | Andretti Autosport              | 80         | +1:30,3302     | 11       | –                        | 12   |
| 19.                   | 27 | Marco Andretti     | Andretti Autosport              | 79         | +1 kör         | 21       | –                        | 11   |
| 20.                   | 98 | Alexander Rossi    | Andretti Herta Autosport        | 79         | +1 kör         | 16       | –                        | 10   |
| 21.                   | 41 | Jack Hawksworth    | A.J. Foyt Enterprises           | 77         | +3 kör         | 20       | –                        | 9    |
| HIVATALOS VÉGEREDMÉNY |    |                    |                                 |            |                |          |                          |      |

## Statisztikák
Az élen töltött körök száma
- Hélio Castroneves: 47 kör (1–26), (31–51)
- Simon Pagenaud: 28 kör (52–54), (56–80)
- Charlie Kimball: 3 kör (29–30), (55)
- Scott Dixon: 2 kör (27–28)

## A bajnokság élmezőnyének állása a verseny után
| Pozíció | Pilóta             | Pontok |
| ------- | ------------------ | ------ |
| 1       | Simon Pagenaud     | 134    |
| 2       | Scott Dixon        | 120    |
| 3       | Juan Pablo Montoya | 106    |
| 4       | Hélio Castroneves  | 92     |
| 5       | Tony Kanaan        | 82     |